# Tras Honan
Tras Honan (Geburtsname: Tras Barlow; * 4. Januar 1930 in Dublin; † 25. November 2023) war eine irische Politikerin der Fianna Fáil.

## Biografie
Tras Honan war nach der Schulausbildung am St. Leo's Convent in Carlow und dem  Mercy Convent in  Clonmel als Hausfrau und Unternehmerin tätig. Sie war mir Dermot „Derry“ Honan verheiratet, der von 1965 bis 1973 Senator war. Ihr Schwiegervater T. V. Honan war als Vertreter der Fianna Fáil zwischen 1934 und 1954 ebenfalls Mitglied des Senats.
1977 wurde sie als Kandidatin der Fianna Fáil erstmals zum Mitglied in den Senat (Seanad Éireann) gewählt und vertrat in diesem bis 1992 die Interessen der Gruppe der öffentlichen Verwaltung und Sozialeinrichtungen, den sogenannten Administrative Panel.
Am 13. Mai 1982 wurde sie erstmals Cathaoirleach und damit Präsidentin des Senats. Dieses Amt übte sie bis zur Wahlniederlage der Fianna Fáil am 8. März 1983 aus und war anschließend bis zum 13. April 1987 Vizepräsidentin des Senats (Leas Cathaoirleach).
Zuletzt war sie vom 25. April 1987 bis zum 31. Oktober 1989 abermals Cathaoirleach. 1992 scheiterte sie mit einer erneuten Kandidatur für den Senat.
Ihre jüngere Schwester Caroline „Carrie“ Acheson war zwischen 1981 und Februar 1982 Abgeordnete des Unterhauses (Dáil Éireann) für den Wahlkreis Tipperary South.